# Himmelskibet (Tivoli)
 For alternative betydninger, se Himmelskibet (flertydig). (Se også artikler, som begynder med Himmelskibet)
Himmelskibet er med en højde på 80 meter Nordeuropas højeste karrusel. Den åbnede i Tivoli i maj 2006.

## Data
- Højde: 80 meter
- Platform diameter: 16 meter
- Antal stole: 12 (hver med 2 sæder)
- Kapacitet: ca. 480 gæster/time
- Max rotations hastighed: 70 km/timen
- Max vertikal hastighed: 3 m/sekund